# 丹尼尔·皮特里
丹尼尔·曼尼克斯·皮特里（Daniel Mannix Petrie；1920年11月26日—2004年8月22日）是一名加拿大电影、电视和舞台剧导演，曾在加拿大、好莱坞和英国工作，以经常导演涉及敏感问题的劇情片闻名。他是1960年代少数几位在海外取得商业成功的加拿大导演之一。他的四个孩子后来也都进入电影业工作。
在2001年退休之前，他共执导了90多部电影和电视节目，并赢得了多项荣誉，其中包括三项黃金時段艾美獎。

## 生平
皮特里出生于加拿大新斯科舍省格莱斯湾，是玛丽·安妮（née Campbel）和软饮料制造商威廉·马克·皮特里（William Mark Petrie）的儿子。他在圣弗朗西斯泽维尔大学获得了传播学学士学位，后于哥伦比亚大学获得成人教育硕士学位。二战期间，皮特里曾在加拿大陸軍服役。
他于1945年移居美国，在西北大学和克赖顿大学工作，曾担任戏剧系主任。他离开大学后，仍与学术界保持着密切的关系，在美国电影学会担任教职，并于1986年至1987年担任学会副主席。
1950年，皮特里成为电视导演。之后靠导演《日光下的葡萄干》（1961）成名，该电影本来预定由戏剧原导演劳埃德·理查兹执导，但因为理查兹是黑人而落选。电影大获成功后，皮特里开启了他的电影导演生涯；而理查兹直到1995年才有机会再次执导电影。
皮特里于2004年在加利福尼亚州洛杉矶死于癌症，享年83岁。